# جيري فولر
جيري فولر (بالإنجليزية: Jerry Fuller)‏ (و. 1938 – م) هو كاتب غنائي، ومنتج أسطوانات من الولايات المتحدة الأمريكية. ولد في فورت وورث، تكساس.

## روابط خارجية
- جيري فولر على موقع IMDb (الإنجليزية)
- جيري فولر على موقع ميوزك برينز (الإنجليزية)
- جيري فولر على موقع أول ميوزيك (الإنجليزية)
- جيري فولر على موقع ديسكوغز (الإنجليزية)
- جيري فولر على موقع قاعدة بيانات الفيلم (الإنجليزية)